# Plumipalpia
Plumipalpia is een geslacht van vlinders van de familie spinneruilen (Erebidae), uit de onderfamilie Hypeninae.

## Soorten
- P. lignicolor Hampson, 1898
- P. plumigera Swinhoe
- P. simplex Leech
- P. tripunctata Bethune-Baker, 1908